# Stanley Hayer
Stanley Hayer (po rodičích Stanislav Hujer, * 19. července 1973 Edmonton, Alberta) je bývalý česko-kanadský alpský a akrobatický lyžař, syn českých emigrantů. Do roku 1999 závodil za Kanadu, poté reprezentoval Česko, od roku 2007 pak opět startoval za Kanadu. Je vicemistrem světa (za ČR) a trojnásobným mistrem Kanady. V letech 1991–2005 závodil v alpském lyžování, účastnil se Světového poháru a také Zimních olympijských her 2002. Od roku 2003 se věnoval skikrosu, ve kterém startoval na ZOH 2010. Sportovní kariéru ukončil roku 2013, kdy absolvoval i několik sjezdařských závodů.

## Sportovní úspěchy
- 1996 – Mistrovství světa – Sierra Nevada, USA – 20. místo ve slalomu (za Kanadu)
- 1997 – Mistrovství světa – Sestriere, Itálie – 23. místo ve slalomu (za Kanadu)
- 1999 – Mistrovství světa – Vail Beaver Creek – 16. místo ve slalomu (za Kanadu)
- 2001 – Mistrovství světa – St. Anton, Rakousko – 25. místo v obřím slalomu, 27. místo ve slalomu
- 2002 – Zimní olympijské hry – Salt Lake City, USA – 10. místo v kombinaci, 15. místo ve slalomu, 25. místo v obřím slalomu
- 2002 – Světový pohár – Wengen, Švýcarsko – 6. místo v kombinaci
- 2003 – Mistrovství světa – Sv. Mořic, Švýcarsko – 23. místo ve slalomu, 20. místo v kombinaci
- 2004 – Mistrovství ČR – Špindlerův Mlýn – 2. místo ve slalomu
- 2005 – Mistrovství světa – Ruka, Finsko – 8. místo ve skikrosu
- 2006 – Honda Ski Tour – Squaw Valley, USA – 2. místo v sérii závodů
- 2007 – Mistrovství světa – Madonna di Campiglio, Itálie – 2. místo ve skikrosu
- 2009 – Mistrovství světa – Inawashiro, Japonsko – 22. místo ve skikrosu (za Kanadu)
- 2010 – Zimní olympijské hry – Vancouver, Kanada – 10. místo ve skikrosu (za Kanadu)